# 西慶州信號所
西慶州信號所（：／ Seogyeongju yeok */?）是韩国铁道公社的一個已停用車站，位于庆尚北道庆州市，屬於中央线。

## 历史
- 1985年7月13日：落成启用。
- 1992年：车站停用，轨道全部拆除，但车站行人天桥得以保留[1]。